# Olios malagassus
Olios malagassus là một loài nhện trong họ Sparassidae.
Loài này thuộc chi Olios. Olios malagassus được Embrik Strand miêu tả năm 1907.